# Hydrelia sericea
Hydrelia sericea là một loài bướm đêm trong họ Geometridae.